# عملقة

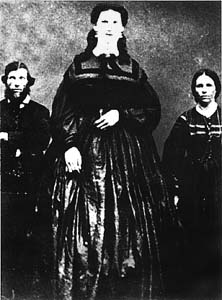
أنا هايينغ باتس مع أبويها.

العملقة (بالإنجليزية: Gigantism)‏ حالة تتميز بالنمو المفرط وزيادة الطول فوق المستوى المتوسط بصورة ملحوظة. تحدث هذه الحالة عند البشر بسبب فرط إنتاج هرمون النمو في الطفولة، ما يؤدي إلى وصول طول الإنسان إلى 2.1 متر حتى 2.7 متر (7 حتى 9 أقدام).
يُعد اضطرابًا نادرًا ينتج عن زيادة مستويات هرمون النمو قبل اندماج صفيحة النمو الذي يحدث عادة في مرحلة ما بعد سن البلوغ بوقت قصير. ترجع هذه الزيادة في أغلب الأحيان إلى نمو ورمي غير طبيعي في الغدة النخامية. يجب التفريق بين العملقة وضخامة النهايات، التي تمثل شكل الاضطراب عند البالغين وتتسم بضخامة جسدية، في الوجه والأطراف تحديدًا.

## السبب
تتميز العملقة بفرط مستويات هرمون النمو (جي إتش) الذي يحدث بسبب تنشؤات الغدة النخامية (غدومات) التي تتوضع على النخامية الأمامية. قد تسبب هذه التنشؤات أيضًا زيادة إنتاج سلائف هرمون النمو المعروفة باسم العامل المطلق لهرمون النمو (جي إتش آر إتش).
يزداد طول الأطفال أكثر من المستويات الطبيعية بكثير نتيجة الكميات الزائدة من هرمون النمو. يختلف العمر المحدد لبدء العملقة بين المرضى وحسب الجنس، لكن العمر الشائع الذي تبدأ فيه أعراض النمو المفرط بالظهور يُقدر بنحو 13 عامًا. قد تحدث مضاعفات صحية أخرى، مثل ارتفاع ضغط الدم، في الأطفال الذين يعانون فرط إفراز هرمون النمو. تظهر أحيانًا السمات الأكثر تشابهًا مع تلك التي تظهر في ضخامة الأطراف عند المرضى القريبين من سن المراهقة بسبب قرب اندماج صفائح النمو عندهم.

### السبب الهرموني
إن هرمون النمو (جي إتش) وعامل النمو الشبيه بالأنسولين 1 (آي جي إف -1) مادتان تؤثران في تكوين صفيحة النمو ونمو العظام، وعليه تؤديان دورًا في حدوث العملقة. ما تزال آليات عملهما الدقيقة غير مفهومة جيدًا.
على نطاق أوسع، يشارك هرمون النمو وعامل النمو الشبيه بالأنسولين 1 في معظم مراحل النمو: المرحلة الجنينية، وقبل الولادة، وبعدها. إضافة إلى ما سبق، ثبت أن الجين المستقبل الخاص بآي جي إف 1 يؤثر بصورة خاصة خلال مراحل التطور المختلفة، وخاصة قبل الولادة؛ ينطبق الأمر ذاته على الجينات المستقبلة الخاصة بهرمون النمو الذي يقود عملية النمو الكلي عبر مسارات مختلفة.
يُعد هرمون النمو سلفًا (منبعًا) لعامل النمو الشبيه بالأنسولين، لكن كلًا منها يؤدي دوره المستقل في المسارات الهرمونية. على أي حال، يبدو أن الاثنين يجتمعان معًا في نهاية المطاف ليأثرا تأثيرًا مشتركًا في النمو.

### الاختبارات التشخيصية
لا يمكن استبعاد فرط إفراز هرمون النمو بعد قياس طبيعي واحد بسبب التباين النهاري. على أي حال، فإن عينة دم عشوائية تظهر ارتفاعًا ملحوظًا في هرمون النمو تُعد كافية لتشخيص فرط إفراز هرمون النمو. إضافة إلى ذلك، تُعد قيم هرمون النمو الطبيعية الأعلى كافية لتشخيص الفرط أيضًا عندما نفشل بتثبيطها عند إعطاء جرعة كافية من الغلوكوز.
يُعد قياس عامل النمو الشبيه بالأنسولين 1 اختبارًا ممتازًا لتقييم فرط إفراز هرمون النمو، كونه لا يتأثر بالتباين النهاري وعليه يكون ارتفاعه مستمرًا في فرط إفراز هرمون النمو ومرضى العملقة، علمًا أن الحصول على قيمة طبيعية واحدة عند قياسه تستبعد بصورة موثوقة تشخيص إفراز هرمون النمو المفرط.

## أنواعه
كمصطلح طبي، العملقة يمكن أن تشير اٍلى:
- العملقة النخامية هم الأشخاص الذين لهم اٍفراط في اٍنتاج الهرمونات نتيجة الاٍفراز الزائد لهرمون النمو قبل البلوغ. يكون أحيانا مرادف للعرطلة (ضخامة النهايات). لكن على نحو أدق، وجود فائض من هرمون النمو يؤدي إلى العملقة النخامية (نمو عمودي) اٍذا لم تغلق الصفيحة المشاشية[15]، و يؤدي إلى العرطلة (نمو أفقي)اٍذا أغلقت.
- عملقة مخية المنشأ تعرف أيضا بمتلازمة سوطس،[16] الناجم عن طفرة في NSD1

مخطط يوضح تكون العظم